# Biblioteca de presó

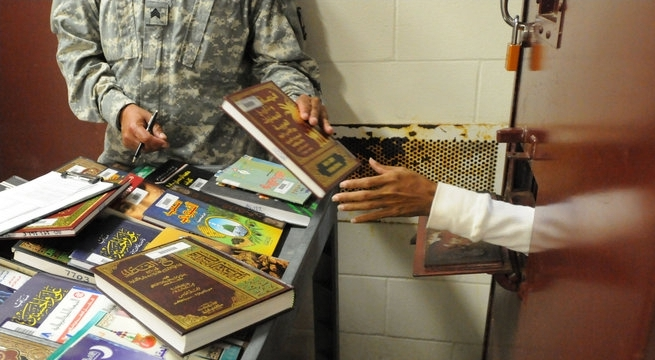
Préstec de llibres a la Presó de Guantánamo.

Una biblioteca de presó és una biblioteca que hi ha dins una presó. Les biblioteques penitenciàries serveixen tant als presos com al personal que ajuda a educar els interns, reduir la reincidència i millorar els vincles familiars mitjançant la lectura.
Les primeres biblioteques de presó van ser a finals del segle XIX als Estats Units, impulsades pels quàquers, per afavorir la reflexió dels presos sobre el que havien fet, amb una selecció de llibres, inicialment només religiosos, i sempre encaminats a aquest objectiu. A mitjans del segle XX aquest plantejament va evolucionar després de les protestes d'interns als Estats Units, i es va establir paulativament que els interns han de poder tenir accés a tots els llibres, assimilant la biblioteca de presó a la biblioteca pública. Des de finals del segle XX l'Organització de les Nacions Unides, la Unesco i l'IFLA reconeixen el dret de totes les persones a rebre informacions i opinions i a gaudir dels serveis i materials que la biblioteca pública posa a disposició de tots els ciutadans. Les biblioteques de presó materialitzen el dret de tota persona a gaudir d'aquests serveis.

## Història

### Context previ
Les biblioteques de presó són un element per afavorir la reinserció social, un aspecte relacionat amb la implantació de les presons modernes. Fins a finals del segle XIX es tractaven els delinqüents amb multes o càstigs corporals més o menys contundents. Abans del 1.800 l'única alternativa era el transport dels criminals a ultramar que aplicava Anglaterra per dur delinqüents a les colònies americanes o les illes oceàniques.
L'Europa del segle XVI va ser l'escenari de les primeres institucions precursores de les presons modernes. Eren centres de confinament de captaires en grans dormitoris. El confinament en cel·les petites i l'ús del treball com a mesura correctora va ser un invent de Hippolyte Vilain a la Bèlgica del 1773. També cal assenyalar la tasca de Filippo Franci a Florència, inspirat per l'humanitarisme catòlic, que el 1650 va obrir un asil per a joves captaires reincidents. També destaca la presó papal del papa Climent XI creada el 1704 o la de dones del 1735.
En la humanització del dret criminal va ser clau la il·lustració, i el jurista italià Cesare Beccaria en va ser un precursos amb la publicació el 1784 del llibre Dels delictes i de les penes, on demanava abolir les penes capitals i suavitzar els càstigs, per a donar una finalitat preventiva i no repressiva a les penes. John Howard va aconseguir que el Parlament britànic aprovés una llei per promoure presons amb confinament cel·lular i treball dels interns.
Partint d'aquest escrit es va fer la presó de Sussex el 1781. Les cel·les individuals i la separació per sexes ja es va fer a la presó de Wymondham de l'Illa de Norfolk el 1785. Jeremy Bentham a Panopticon va anar més enllà i va fer un disseny circular perquè una sola persona pogués observar totes les cel·les, un sistema que només imitaria la Western Penitentiary de Pennsilvània dels Estats Units el 1826.

### Biblioteques censurades
Als Estats Units la pressió a West Jersey i Pennsilvània del moviment religiós dels quàquers va ser clau per canviar les coses. Defensaven que els delictes es castiguessin amb treball forçós, un extrem que va ser legalitzat a la constitució quan Pennsilvània es va independitzar dels britànics. Per primera vegada va quedar fixat l'empresonament com un mètode normal de càstig, en comptes de càstigs corporals com fins aquell moment.
La presó Walnut Street Jail de Filadèlfia del 1792 es va fer amb aquesta nova mentalitat, separant els interns per edat, sexe i tipus de delicte per provocar un aïllament que afavorís la reflexió i la penitència. Aquest sistema basat en la voluntat de reformar els interns veia la biblioteca útil perquè la lectura de llibres religiosos, sobretot de la Bíblia, ajudés els interns a reflexionar sobre la seva conducta. Aquest servei de biblioteca impulsat pels quàquers estava dirigit per un capellà i el fons bibliogràfic procedia d'una associació líder del moviment reformista penitenciari, la Philadelphia Prison Society.
De seguida l'Europa occidental va copiar aquest sistema penitenciari, que ha dominat les presons durant el segle XIX i bona part del XX. Entre 1820 i 1880 la industrialització va comportar pobresa, desigualtat i delinqüència. En aquest context es va endurir la disciplina i la biblioteca es va utilitzar com una eina més per aquest objectiu, redreçar els intern perquè pensessin bé, només deixant llegir el que contribuís a la millora moral. A la biblioteca de la presó de Kingston, al Canadà, oberta el 1835, fins al 1844 no va arribar el primer llibre no religiós, i el 1860 la majoria encara eren religiosos.
Les primeres biblioteques de presó a Europa apareixen a la presó de Richmond a Irlanda el 1827, a Suècia el 1840 i als Països Baixos el 1841 s'estableix legalment que les presons han de tenir biblioteca.
El National Prison Congress de Cincinnati del 1870, que va establir l'educació com a part integral dels programes de rehabilitació va significar un abans i un després. S'hi parla de fomentar la lectura per modificar el comportament a través de la persuasió i el control. No obstant, es fomentava una biblioteca amb una literatura censurada, només literaturar positiva i moral. Aquest pensament utilitarista a la mateixa època el va expressar el polític Felipe Picatoste a Espanya, i el va recollir el Dret penal espanyol aprovat el 1870, que posava la lectura per sobre del càstig i la pena no com una venjança sinó com l'expiació d'una culpa.

### Biblioteques públiques
Aquest pensament va ser estable fins a mitjan segle xx, fins que especialment als Estats Units es van consolidar els drets humans a les dècades del 1950 i 1960. Els interns van prendre consciència dels seus drets i van reivindicar el seu dret tenir accés a tot tipus de llibres, també jurídics per preparar-se pels judicis. Van reivindicar que eren moralment autònoms per dirigir les vides i determinar la conducta amb els seus valors i objectius. Diverses sentències els van donar la raó durant les dècades del 1960 i 1970.
Des de mitjan de la dècada del 1960 bibliotecaris de diversos indrets van criticar la biblioteca de presó rehabilitadora i van defensar que el model havia de ser el de la biblioteca pública, deixant en un segon terme els objectius de rehabilitació i canvi. La col·laboració entre biblioteques públiques i de presó es va començar a fer als Estats Units a la dècada del 1970, en el context d'una col·laboració creixent entre biblioteques de tots tipus. Més endavant, el 2002, les Directrius IFLA/Unesco indiquen que els interns són també usuaris potencials de la biblioteca pública.
Aquest moviment d'assimilació va tenir també una important oposició, per exemple amb els qui consideraven que una administració no havia de gastar diners per comprar llibres per presos que no serveixin per la rehabilitació. Sobre aquest punt de vista és rellevant el llibre publicat per William Coyle el 1987, que alerta que un acusat d'abusos sexuals pot demanar llibres sobre hipnosis i mètodes d'adopció alternativa de nens, i posa en dubte que el dret als serveis bibliotecaris hagi de ser el mateix per a un intern que per a un altre ciutadà, i defensa que sigui un servei pels interns compromesos en canviar la seva vida.
També hi ha qui considera que l'aïllament és benefició i que les biblioteques hi van en contra, com Vogel el 1995. En la mateixa línia s'expressa Sullivan el 1998, que defensa que llegir és contrari a la rehabilitació perquè els interns hi busquen evasió i resistència al sistema. En canvi, Fabiani el 1997 va alertar que els interns desconfien de les biblioteques de presó i les utilitzen com un joc per saltar-se les normes, banalitzant el servei i llegint de manera molt minoritària, esdevenint "només" un lloc de sociabilitat privilegiat. Fabiani considera que només té sentit una biblioteca de presó amb bons bibliotecaris professionals i polítiques clares.

## Resultats
S'ha demostrat que hi ha una correlació entre l'educació i la reducció de la reincidència, i les biblioteques tenen un paper important en el suport de l'educació. De fet, en alguns estats americans, els presos són condemnats a participar en un club de lectura en lloc d'entrar a la presó. Un d'aquests programes, Changing Lives Through Literature (CLTL), funciona des de 1991. El primer grup CLTL a Massachusetts tenia una taxa de reincidència del 19 % en comparació amb el 42 % en un grup control. L'educació permet als reclusos obtenir les habilitats que necessiten per tornar a la societat una vegada que són alliberats i les biblioteques poden tenir un paper important per ajudar els reclusos a aprendre aquestes habilitats. Alguns programes que ofereixen les biblioteques de la presó inclouen ensenyaments de cultura general (GED o General Educational Development), classes d'alfabetització, classes d'habilitats per a la vida, ensenyament de mecanografia i formació sobre com utilitzar una biblioteca.
A més de les oportunitats educatives, les biblioteques penitenciàries ajuden els presos a tenir un contacte positiu i significatiu amb la família. Per exemple, l'Institut Correccional Jessup de Maryland va iniciar un programa que proporcionava llibres als presos per llegir als seus fills o nets els dies de visita. Alguns reclusos intenten llegir els mateixos materials que llegeixen els seus fills, i així tenen alguna cosa de què parlar amb ells.
Les biblioteques penitenciàries ofereixen un espai perquè els interns es trobin amb altres persones amb interessos comuns. Molts reclusos utilitzen la biblioteca com a mitjà d'evasió de la realitat de les seves situacions actuals. Els bibliotecaris suggereixen lectures als interns i els orienten en la presa de decisions futures.

## Reptes
El finançament i l'espai són dos grans reptes per a les biblioteques de presons. Les biblioteques de presons no solen comptar amb un gran pressupost per part de les autoritats de les presons. És difícil oferir informació i classes actualitzades amb un pressupost i un espai limitats. Al mateix temps, també solen tenir limitacions de temps. Alguns bibliotecaris de presó creuen que no tenen temps per completar totes les tasques que necessiten perquè les biblioteques de les presons tenen poc personal. Curiosament, els avenços tecnològics recents, com ara la transició a les tauletes, han portat a l'eliminació de les biblioteques a les presons a Dakota del Sud i ha amenaçat de posar fi a les donacions de llibres als presos i les seves biblioteques a favor de cobrar als presos pels llibres disponibles en llibres electrònics. Un altre repte és l'⁣alfabetització dels interns. Per exemple, als Estats Units, "el 75 % de la població penitenciària estatal no va acabar l'escola secundària o està classificat com a poc alfabetitzat". Altres reptes inclouen els riscos de seguretat. Alguns bibliotecaris se senten com si fossin guàrdies i altres biblioteques són supervisades per funcionaris de presons. Finalment, algunes biblioteques han de fer front a danys i robatoris d'articles.
Pel que fa a les biblioteques de presó de Catalunya, es basen en la Llei del sistema bibliotecari de Catalunya del 1993, i des del 200 depenen directament del subdirector de Tractament. Un estudi del 2004 apuntava que només les presons d'Homes, Joves i Ponent disposaven del pressupost fix recomanat pel Govern, i en el millor dels casos, era el 25 % del recomanat per les institucions europees. En canvi, el personal sí que s'adequava a les recomanacions. L'estudi indicava que els espais eren insuficients i la implementació de l'ús de les tecnologies era dolent. La col·lecció més gran de llibres es trobava a Quatre Camins, amb 20.883 documents, mentre que a Dones n'hi havia 2.031. Les biblioteques de presons i la resta de biblioteques públiques col·laboren estretament.